# Комори на Олимпијским играма
Комори су се први пут појавили на Олимпијским играма 1996. године и од тада су Комори слали своје спортисте на све наредне одржане Летње олимпијске игре.
На Зимске олимпијске игре Комори никада нису слали своје представнике. Представници Комора закључно са Олимпијским играма одржаним 2016. године у Рио де Женеиру нису освојили ни једну олимпијску медаљу.
Национални олимпијски комитет Комора (Comité Olympique et Sportif des Iles Comores) је основан 1979. а признат од стране Међународног олимпијског комитета 1993. године.

## Медаље

### Учешће и освојене медаље на ЛОИ
| Учешће и освојене медаље Комора на ЛОИ |                           |        |      |      |        |       |        |        |        |         |
| ЛОИ                                    | Носилац заставе           | Учешће | Муш. | Жене | спорт. | Злато | Сребро | Бронза | Укупно | Пласман |
| Атланта 1996.                          | Фесуал Бен Дуад           | 4      | 3    | 1    | 1      | 0     | 0      | 0      | 0      | -       |
| Сиднеј 2000.                           | Шареф Мухамед             | 2      | 1    | 1    | 1      | 0     | 0      | 0      | 0      | -       |
| Атина 2004.                            | Хадари Џафар              | 3      | 2    | 1    | 2      | 0     | 0      | 0      | 0      | -       |
| Пекинг 2008.                           | Фета Ахамада              | 3      | 2    | 1    | 2      | 0     | 0      | 0      | 0      | -       |
| 2012. Лондон                           | Фета Ахамада              | 3      | 1    | 2    | 2      | 0     | 0      | 0      | 0      | -       |
| 2016. Рио де Жанеиро                   | Назлати Мухамед Андхумдин | 4      | 2    | 2    | 2      | 0     | 0      | 0      | 0      | -       |
| 2020. Токио                            |                           |        |      |      |        |       |        |        |        |         |
| 2024. Париз                            |                           |        |      |      |        |       |        |        |        |         |
| 2028. Лос Анђелес                      | предстојећи догађај       |        |      |      |        |       |        |        |        |         |
| 2032. Бризбејн                         | предстојећи догађај       |        |      |      |        |       |        |        |        |         |
| Укупно 6 (6)                           |                           | 19     | 11   | 8    |        | 0     | 0      | 0      | 0      |         |

### Преглед учешћа спортиста и освојених медаља Комора по спортовима на ЛОИ
Стање после ЛОИ 2012.
| Спорт         | Период | Период   | Укупно | Мушки | Жене |   |   |   |   |
| Спорт         | Прво   | Последње | Укупно | Мушки | Жене |   |   |   |   |
| ------------- | ------ | -------- | ------ | ----- | ---- | - | - | - | - |
| Атлетика      | 1996   | 2016     | 10     | 5     | 5    | 0 | 0 | 0 | 0 |
| Бициклизам    | 1996.  | 1996     | 1      | 1     | 0    | 0 | 0 | 0 | 0 |
| Дизање тегова | 2004.  | 2004     | 1      | 1     | 0    | 0 | 0 | 0 | 0 |
| Пливање       | 2008.  | 2016.    | 4      | 2     | 2    | 0 | 0 | 0 | 0 |
| Укупно (3)    |        |          | 15     | 8     | 7    | 0 | 0 | 0 | 0 |

Разлика у горње две табеле од 4 учесника (3 мушкарца и 1 жена) настала је у овој табели јер је сваки спортиста без обриза колико је пута учествовао на играма и у колико разних дисциплина и спортова на истим играма рачунат само једном.

## Занимљивости
- Најмлађи учесник: Хадари Џафар, 17 година и 257 дана Атланта 1996. атлетика
- Најстарији учесник: Chaehoi Fatihou, 33 година и 38 дана Атина 2008. дизање тегова
- Највише учешћа: 3 — Хадари Џафар атлетика (1996, 2000. и 2004),
- Највише медаља: -
- Прва медаља: -
- Прво злато: -
- Најбољи пласман на ЛОИ: -
- Најбољи пласман на ЗОИ: -